# Epipactis thunbergii
Espèce
Statut CITES
Epipactis thunbergii est une espèce d'orchidées du genre Epipactis.